# Metzgeria senjoana
Metzgeria senjoana là một loài Rêu trong họ Metzgeriaceae. Loài này được Masuzaki mô tả khoa học đầu tiên năm 2010.